# Сепсякова, Татьяна Фёдоровна
Татьяна Фёдоровна Сепсякова (9 декабря 1927, дер. Палтога, Вытегорский район, Вологодская область — 17 сентября 1981, Петрозаводск) — советский, карельский педагог. Народный учитель СССР (1980).

## Биография
Родилась в учительской семье. Отец — директор школы, брат и две сестры — учителя.
В 1944 году окончила Вытегорское педагогическое училище и работала учителем начальных классов в школе города Пыталово Псковской области. В 1946—1950 годах была учителем и пионервожатой в Вытегорской школе.
С 1950 года работала в Карело-Финской ССР, в Олонецкой средней школе — преподаватель русского языка и литературы, с 1952 — в средней школе № 30 Петрозаводска.
Поступила заочно в Карельский государственный педагогический институт, который окончила в 1956 году.
В 1960—1966 годах была директором средней школы города Суоярви, затем работала завучем в школе № 8 в Петрозаводске. С 1967 года руководила школой № 29 также в Петрозаводске.
Окончила в 1977 году аспирантуру при Академии педагогических наук СССР и в этом же году стала кандидатом педагогических наук.
За годы работы в должности первого директора школы внедрила в школе кабинетную систему, была инициатором создания школьного музея, появился школьный строительный отряд, был создан школьный театр. Участвовала в семинаров и конференций, на которых выступала с докладами.
Занималась научной и методической работой, автор книги «Школа. Жизнь. Труд», опубликованы более 20-ти научных работ по педагогике и статей в периодической печати.
Татьяна Сепсякова погибла в автокатастрофе 17 сентября 1981 года.

## Звания и награды
- Заслуженный учитель школы Карельской АССР (1964)
- Заслуженный учитель школы РСФСР (1973)
- Народный учитель СССР (1980)
- Медаль Н. К. Крупской (1978)

## Память
В 1999 году петрозаводская школа № 29 названа именем Татьяны Фёдоровны Сепсяковой, в школьном музее оформлены стенды о первом директоре, на здании школы установлена мемориальная доска с надписью «Здесь с 1967 по 1981 год работала директором школы Сепсякова Татьяна Фёдоровна, Народный учитель СССР».